# Scott Hannan

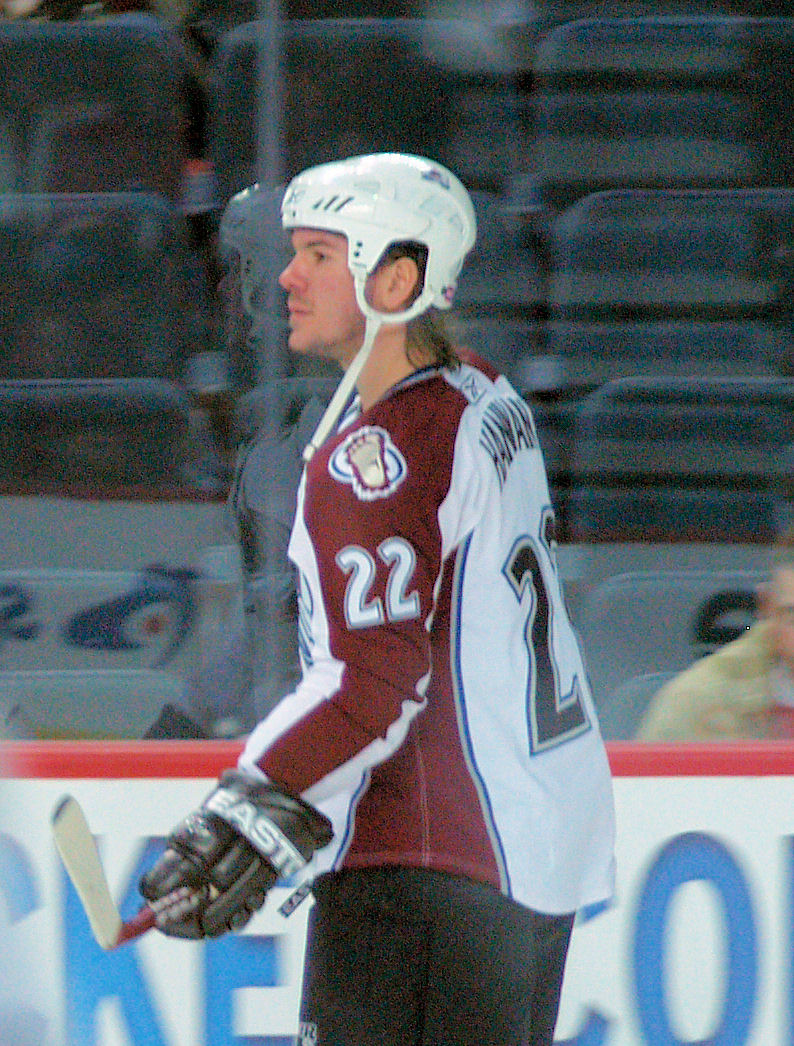
Scott Hannan i Colorado Avalanche.

Kenneth Scott Hannan, född 23 januari 1979, är en kanadensisk före detta professionell ishockeyspelare. Han spelade 16 säsonger i National Hockey League (NHL) för klubbarna San Jose Sharks, Colorado Avalanche, Washington Capitals, Calgary Flames och Nashville Predators.
Hannan valdes i första rundan av San Jose Sharks som 23:e spelare totalt i 1997 års NHL-draft.

## Statistik

### Klubbkarriär
| 1994–95    | Tacoma Rockets          | WHL        | 2    | 0  | 0   | 0   | 0   | —   | — | —  | —  | —  |
| 1995–96    | Kelowna Rockets         | WHL        | 69   | 4  | 5   | 9   | 76  | 6   | 0 | 1  | 1  | 4  |
| 1996–97    | Kelowna Rockets         | WHL        | 70   | 17 | 26  | 43  | 101 | 6   | 0 | 0  | 0  | 8  |
| 1997–98    | Kelowna Rockets         | WHL        | 47   | 10 | 30  | 40  | 70  | 7   | 2 | 7  | 9  | 14 |
| 1998–99    | Kelowna Rockets         | WHL        | 47   | 15 | 30  | 45  | 92  | 6   | 1 | 2  | 3  | 14 |
| 1998–99    | Kentucky Thoroughblades | AHL        | 2    | 0  | 0   | 0   | 2   | 12  | 0 | 2  | 2  | 10 |
| 1998–99    | San Jose Sharks         | NHL        | 5    | 0  | 2   | 2   | 6   | —   | — | —  | —  | —  |
| 1999–00    | Kentucky Thoroughblades | AHL        | 41   | 5  | 12  | 17  | 40  | —   | — | —  | —  | —  |
| 1999–00    | San Jose Sharks         | NHL        | 30   | 1  | 2   | 3   | 10  | 1   | 0 | 1  | 1  | 0  |
| 2000–01    | San Jose Sharks         | NHL        | 75   | 3  | 14  | 17  | 51  | 6   | 0 | 1  | 1  | 6  |
| 2001–02    | San Jose Sharks         | NHL        | 75   | 2  | 12  | 14  | 57  | 12  | 0 | 2  | 2  | 12 |
| 2002–03    | San Jose Sharks         | NHL        | 81   | 3  | 19  | 22  | 61  | —   | — | —  | —  | —  |
| 2003–04    | San Jose Sharks         | NHL        | 82   | 6  | 15  | 21  | 48  | 17  | 1 | 5  | 6  | 22 |
| 2005–06    | San Jose Sharks         | NHL        | 81   | 6  | 18  | 24  | 58  | 11  | 0 | 1  | 1  | 6  |
| 2006–07    | San Jose Sharks         | NHL        | 79   | 4  | 20  | 24  | 38  | 11  | 0 | 2  | 2  | 33 |
| 2007–08    | Colorado Avalanche      | NHL        | 82   | 2  | 19  | 21  | 55  | 9   | 0 | 1  | 1  | 4  |
| 2008–09    | Colorado Avalanche      | NHL        | 81   | 1  | 9   | 10  | 26  | —   | — | —  | —  | —  |
| 2009–10    | Colorado Avalanche      | NHL        | 81   | 2  | 14  | 16  | 40  | 6   | 0 | 0  | 0  | 4  |
| 2010–11    | Colorado Avalanche      | NHL        | 23   | 0  | 6   | 6   | 6   | —   | — | —  | —  | —  |
| 2010–11    | Washington Capitals     | NHL        | 55   | 1  | 4   | 5   | 28  | 9   | 0 | 1  | 1  | 2  |
| 2011–12    | Calgary Flames          | NHL        | 78   | 2  | 10  | 12  | 38  | —   | — | —  | —  | —  |
| 2012–13    | Nashville Predators     | NHL        | 29   | 0  | 1   | 1   | 20  | —   | — | —  | —  | —  |
| 2012–13    | San Jose Sharks         | NHL        | 4    | 0  | 0   | 0   | 2   | —   | — | —  | —  | —  |
| 2013–14    | San Jose Sharks         | NHL        | 56   | 3  | 9   | 12  | 55  | 7   | 0 | 2  | 2  | 0  |
| 2014–15    | San Jose Sharks         | NHL        | 58   | 2  | 5   | 7   | 26  | —   | — | —  | —  | —  |
| NHL totalt | NHL totalt              | NHL totalt | 1055 | 38 | 179 | 217 | 625 | 100 | 1 | 20 | 21 | 93 |

### Internationellt
| År            | Lag           | Turnering     |    | Matcher | Mål | Assist | Poäng | Utv |
| ------------- | ------------- | ------------- | -- | ------- | --- | ------ | ----- | --- |
| 2004          | Kanada        | WC            | 5  | 0       | 1   | 1      | 4     |     |
| 2005          | Kanada        | WC            | 9  | 0       | 0   | 0      | 8     |     |
| Senior totalt | Senior totalt | Senior totalt | 14 | 0       | 1   | 1      | 12    |     |